# Холл, Гленн
Гленн Генри Холл (англ. Glenn Henry Hall; род. 3 октября 1931, Гумбольдт) — канадский хоккеист, игравший на позиции вратаря, обладатель Кубка Стэнли в составе «Чикаго Блэкхокс», трёхкратный обладатель «Везина Трофи», тринадцатикратный участник матчей всех звёзд НХЛ.

## Карьера

### Игровая карьера
Отыграв несколько лет на молодёжном уровне, молодой вратарь привлёк внимание команды НХЛ «Детройт Ред Уингз», будучи вызванным в НХЛ, но не сыграв ни одного матча. Холл был отправлен играть за фарм-клуб «Детройта» «Эдмонтон Флайерз», в котором играл три сезона, привлекаясь в НХЛ за «Ред Уингз», за который дебютировал по ходу сезона 1952/53, отыграв 6 игр в регулярном чемпионате, а в по итогам сезона 1954/55 за «Флайерс» был включён в Команду звёзд Западной лиги.
В сезоне 1955/56 он стал основным вратарём «Ред Уингз», уверенно отыграв весь сезон, получив Колдер Трофи, как лучший новичок сезона и войдя во Вторую команду звёзд НХЛ. Отыграв следующий сезон за «Ред Уингз», вместе с лидером атаки Тедом Линдсеем был обменян в «Чикаго Блэкхокс», где также стал основным вратарём своей команды, играя в течение первых пяти сезонов во всех матчах регулярного чемпионата, выиграв в 1961 году Кубок Стэнли. В последующие пять сезонов, в трёх из которых он играл более 60 матчей за сезон, являлся основным вратарём «Блэкхокс», также в те годы на его счету были три Везины Трофи, приз который получает лучший вратарь НХЛ.
По окончании сезона 1966/67 был вставлен на драфт расширения, где в 1-м раунде под общим 6-м номером его выбрал новичок НХЛ «Сент-Луис Блюз». В течение четырёх сезонов за «Блюз» три раза подряд доходил до Финалов Кубка Стэнли, которые были проиграны, а также в 1968 году получил Конн Смайт Трофи, как лучший игрок плей-офф Кубка Стэнли.
Его последним сезоном в карьере стал сезон 1970/71, по окончании которого он завершил карьеру в возрасте 39 лет.
Гленн Холл — единственный вратарь, сыгравший в НХЛ более 500 игр подряд. В современной НХЛ этот рекорд не может быть побит, так как вратари никогда не проводят полные сезоны без замен.

### Тренерская карьера
Входил в тренерский штаб как тренер вратарей «Калгари Флэймз», который в 1989 году выиграл Кубок Стэнли.

## Признание
В 1975 году был принят в Зал хоккейной славы.
20 ноября 1988 года его номер «1» был навечно изъят из обращения «Чикаго Блэкхокс».
Вошёл в списки 100 лучших игроков НХЛ по версии журнала The Hockey News и 100 величайших игроков НХЛ.